# Liftware

Liftware — фирменное наименование серии технических средств реабилитации инвалидов: электронных устройств с функцией столовых приборов (ложки и вилки), спроектированных для приема пищи с противодействием тремору, связанному с такими заболеваниями, как болезнь Паркинсона или эссенциальный тремор. Компания Lift Labs, разработавшая проект, была основана Анупамом Патаком (Anupam Pathak).
Приспособление работает посредством обнаружения дрожаний руки с помощью акселерометра и компенсирования их с помощью специального исполнительного устройства. Изделие впервые стало доступно в декабре 2013 г.
Lift Labs была приобретена Google в сентябре 2014 года с целью интеграции в Биомедицинское подразделение Google X подконтрольной Google организации Google X. и Патак стал одним из старших аппаратурных инженеров этого подразделения.
Google выпустил собственную версию ложки в ноябре 2014 году, установив цену в $295.